# Беллона (организация)
Беллона (англ. Bellona) — международное экологическое объединение. Центральный офис находится в Осло, столице Норвегии. Генеральный директор — Хальштейн Хавог. Основатели — норвежские экологи Фредерик Хауге и Руне Хааланд. «Беллона» начала работу в качестве неправительственной организации 16 июня 1986 года.

## Деятельность

### Защита окружающей среды
Чернобыльская катастрофа стала одной из причин, по которой в 1986 году была создана норвежская экологическая организация «Беллона». Официальное название — экологическое объединение «Беллона».
В конце 1980-х годов «Беллона» получила известность благодаря зрелищным акциям, организованным против ряда норвежских промышленных компаний. Экологи на глазах у журналистов выкапывали бочки с токсичными веществами на территориях химических производств, что приводило к скандалам и пересмотру законодательства.
Осенью 1989 года организация начинает выпускать журнал «Bellona» на норвежском языке.
Организация работает с проблемами окружающей среды Арктики и северо-западного региона России начиная с 1989 года. В этом году «Беллона» впервые отправляется в Россию вместе с инициативной группой «Остановите облака смерти» из Киркенеса, чтобы остановить большие выбросы серы от производства никеля на границе России и Норвегии.
В 1991 году экологи приплывают на советский ядерный полигон на Новой Земле, их почти сразу арестовывают. После этого организация получает известность в России и инициирует расследования по теме опасных ядерных отходов, хранившихся с многочисленными нарушениями на военных базах. Позже отчеты «Беллоны» легли в основу ряда финансируемых международных проектов по приведению в безопасное состояние многочисленных ядерных отходов России.
В 1992 году «Беллона» сообщает международной общественности о том, что в Баренцево море было сброшено большое количество жидких радиоактивных отходов, а в Карском море — потоплены 12 радиоактивных бочек и 17 подводных лодок с их реакторами.
Эксперты организации обнаруживают, что для питания российских маяков вдоль всего российского побережья использовалось большое количество плохо защищенных радиотепловых электрогенераторов (РТГ), работающих на стронции. В результате международного сотрудничества и финансирования, последовавших за вскрытием этого факта, по всей стране 1000 таких источников излучения были изъяты и приведены в безопасное состояние.
В 1994 году у «Беллоны» появилось отделение в Мурманске. Началом большого атомного проекта в России можно считать 1994 год, когда организация выпустила свой первый «чёрный доклад» под названием «Источники радиоактивного загрязнения в Мурманской и Архангельской областях».
«Чёрный доклад», составленный по материалам открытых публикаций в СМИ, вызвал интерес в Норвегии и других европейских странах, поскольку это была практически первая публикация о «запретной» в холодную войну теме радиоактивных отходов и последствий эксплуатации атомных подводных лодок.

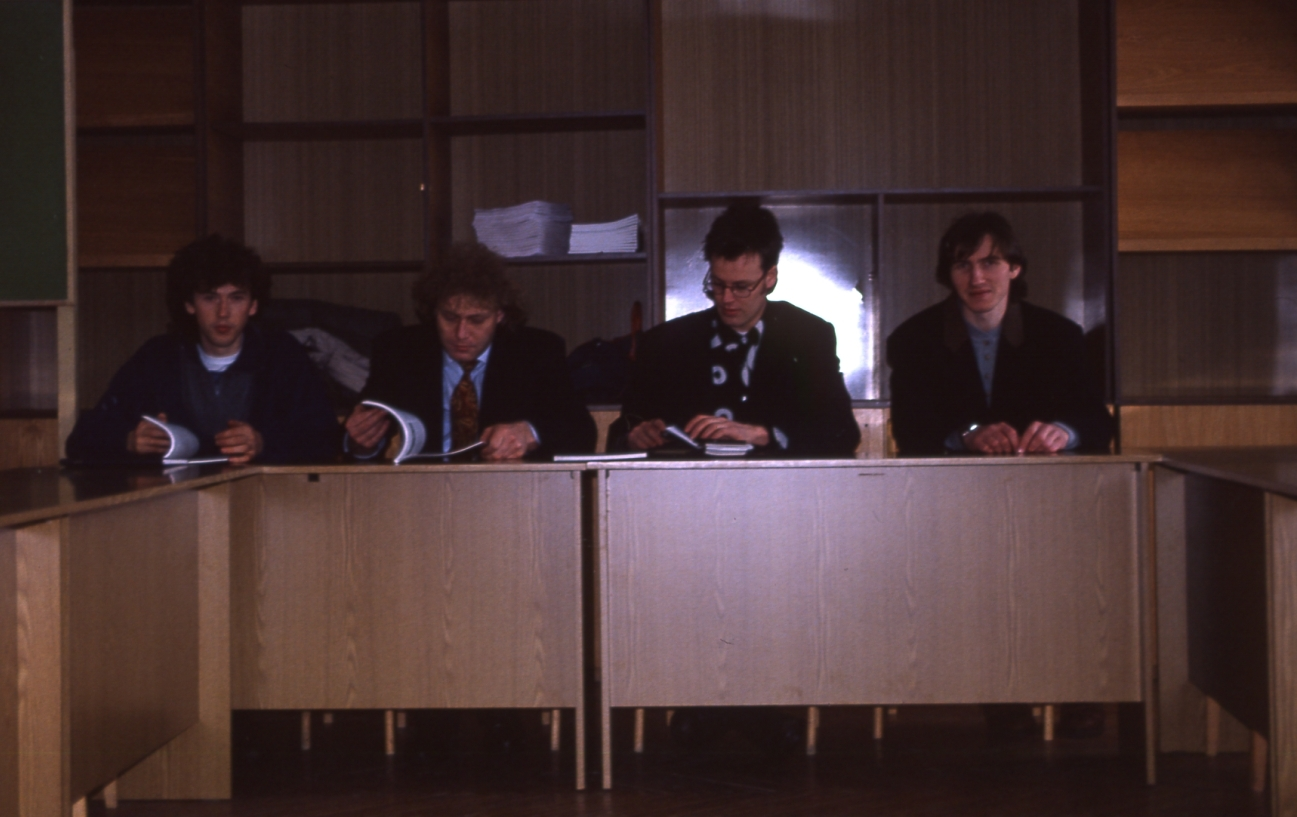
Презентация «чёрного доклада», 1 марта 1994 год, Мурманск. Томас Нильсен, Фредерик Хауге, Нильс Бёмер, Игорь Кудрик

В конце 1994 года у «Беллоны» появился проект «Лепсе», целью которого была утилизация самого ядерно-радиационно-опасного судна на Северо-Западе России. Из-за потенциальных рисков высокого радиационного загрязнения судно называли «Плавучим Чернобылем», «Складом ядерных отходов». На данный момент судно утилизируется, а отработавшее ядерное топливо выгружается и отправляется на ПО МАЯК.
В этом же году «Беллона» открывает свой первый зарубежный офис в Мурманске.
В 1996 году «Беллона» появлялась в заголовках российских СМИ после публикации доклада о радиационных опасностях на Северо-Западе России, вызвавшего недовольство российских спецслужб. По подозрению в шпионаже был арестован сотрудник организации «Беллона», бывший офицер флота Александр Никитин. Дело Никитина закончилось снятием всех обвинений. Он был полностью оправдан верховным судом.
Дело Никитина сделало организацию, которая продолжает подвергаться сильной критике у себя в Норвегии за коммерциализацию и «отсутствие демократических заслуг», влиятельной силой, несмотря на критику, открыло ей дорогу к грантам норвежского Министерства иностранных дел.
В 1999 году в Вашингтоне «Беллона» организовала рабочую встречу, посвященную решению вопросов ядерной и радиационной безопасности в России. На встрече присутствовало 18 представителей Государственной Думы России, конгрессменов и сенаторов США.

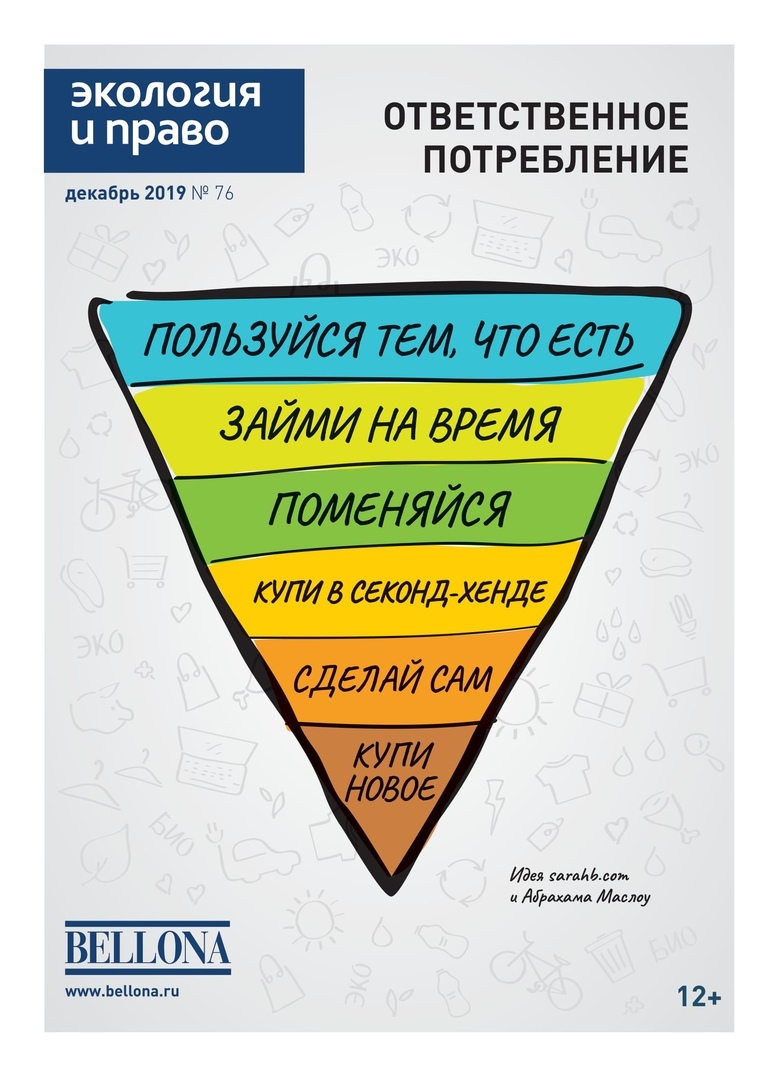
Обложка номера журнала «Экология и право», посвящённого ответственному потреблению.

В это же время российские отделения «Беллоны» сосредоточили внимание на наиболее ядерно- и радиационно-опасных объектах (ЯРОО) арктического региона: береговой технической базе в Андреевой губе, в Гремихе, а также базе кораблей, выведенных в «отстой» в губе Сайда, и ряде объектов на Атомфлоте.
В 2001 году «Беллона» обращалась с запросами в Минобороны с просьбой предоставить подробную информацию о семи значимых ядерных катастрофах, произошедших под водой. Это произошло после трагедии с подводной лодкой «Курск». У ведомства запрашивали статистику по числу жертв, размеру нанесенного материального ущерба и уровню загрязнения окружающей среды, вызванного авариями. Полученный ответ организацию не удовлетворил, началось судебное разбирательство.
С 1 июня 2002 года организация начинает издавать на территории России журнал «Экология и право». Инициаторы создания журнала — учёные, юристы, правозащитники, журналисты, экологические лидеры. Главный редактор сегодня — Ангелина Давыдова, журналист, эксперт Русско-немецкого бюро экологической информации. Начиная с 2014 года каждый номер является тематическим и посвящён вопросам, связанным с защитой окружающей среды.
В 2005 году Федеральное агентство по атомной энергии возглавил Сергей Кириенко. Он был инициатором создания общественного совета, в который впоследствии вошёл Генеральный директор ЭПЦ «Беллона» Александр Никитин. Это позволило «Беллоне» на профессиональном уровне заниматься проблемой перевода в безопасное состояние радиоактивных и ядерных отходов. У организации появилась возможность влиять на принятие решений не только среднего руководящего звена «Росатома», но и предоставлять свои предложения высшему руководству госкорпорации.
В апреле 2023 года российская Генеральная прокуратура признала «нежелательной» деятельность «Беллоны» в России.

## Подразделения
- Bellona Foundation (Осло, Норвегия). Основной офис «Беллоны» находится в центральном районе Осло.

- Bellona Europe (Брюссель, Бельгия). Это подразделение принимает участие в формировании европейской политики по следующим важным направлениям:
  - захват, хранение и конструктивное использование выбросов углекислого газа
  - загрязнение водного пространства и морских экосистем
  - утилизация и разделка судов
  - хранение, сбор и переработка отходов электрического и электронного оборудования (директива WEEE, принятая советом министров Европейского союза в 2002 году)
  - Биомасса
  - Арктика
- «Беллона-Мурманск» (Мурманск, Россия).

Работает с 1990 года, изучает ситуацию с деятельностью объектов использования атомной энергии на северо-западе России. В 1994 году в Мурманске был напечатан доклад «Источники радиоактивного загрязнения в Мурманской и Архангельской областях». В 1998 году была образована Мурманская региональная общественная организация «Беллона-Мурманск», которая получила официальный статус российской общественной организации. «Беллона-Мурманск» активно занимается пропагандой развития возобновляемой энергетики на Кольском полуострове, особенно ветроэнергетики. Проведено несколько конференций, посвященных этой теме.
В марте 2015 года решением Министерства Юстиции РФ была внесена в реестр организаций, выполняющих функции иностранных агентов, в связи с чем было принято решение о ликвидации организации. 8 октября 2015 года организация официально прекратила своё существование.
- Экологический правозащитный центр «Беллона» (Санкт-Петербург, Россия)

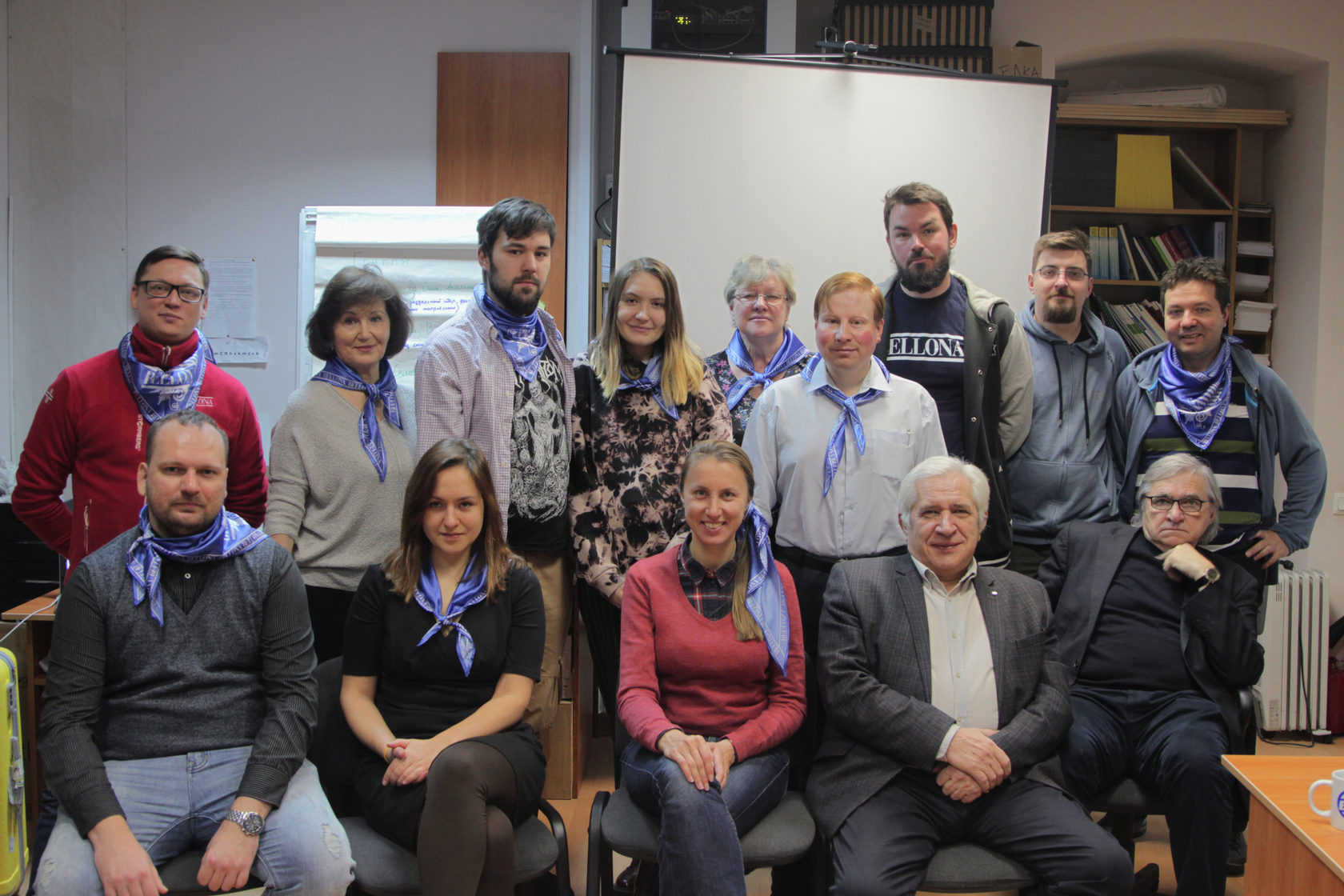
Коллективы ЭПЦ «Беллона» (Санкт-Петербург), АНО «Беллона» (Мурманск) и российского отделения Беллоны (Осло). Ноябрь 2019.

Во второй половине 1990-х годов активистов организации стали обвинять в различных преступлениях, так возникли дела «Федорова — Мирзоянова», «Николая Щура», «Александра Никитина» и др., что привело к инициатие создания правозащитной организации. Среди сторонников этого решения были правозащитники Борис Пустынцев и Юрий Вдовин, адвокат Юрий Шмидт и экологический журналист Виктор Терешкин.
В апреле 1998 года была учреждена Санкт-Петербургская общественная организация "Экологический правозащитный центр «Беллона», которая является петербургским офисом международного экологического объединения «Беллона».
Отделение в Санкт-Петербурге проводило уроки экологического образования для учащихся школ, Школу экологического журналиста, следило за реализацией государственного проекта по переработке отходов 1-2 класса опасности, издавало экспертный журнал «Экология и право», являлось инициатором российского конкурса студенческих работ «Эко-Юрист», осуществляло приём граждан для консультаций для реализации защиты права на благоприятную окружающую среду. В «Беллоне» постоянно работали волонтёры, преимущественно из стран Запада.
Официальный русскоязычный сайт организации постоянно обновляется, по будням выходят новые статьи на экологическую тематику. Авторы — сотрудники «Беллоны», экологические эксперты и активисты.

## Реакция на российскую агрессию против Украины
В феврале 2022 года с началом боевых действий на Украине российские офисы «Беллоны» приостановили деятельность на территории Российской Федерации. Социальные сети организации перестали обновляться. Норвежский офис выпустил заявление с осуждением войны, призвав Россию к переговорам. К концу года шел процесс ликвидации юридических лиц.
В октябре 2022 года организация возобновила деятельность в Литве, выпустив журнал «Экология и право», посвященный экологическим последствиям войны на Украине.

## Критика
Организация является сторонником захвата и захоронения углерода (захоронение углекислоты, CCS), критикуемого рядом экологических организаций, например, Greenpeace. Технология «улавливание и захоронение углерода» рассматривалась Межправительственной группой экспертов ООН по изменению климата в специальном докладе, по данным которого при захвате углерода, выбрасываемого угольными станциями, увеличивается выброс других загрязнителей; вопросы вызывают и экологические риски при изоляции углерода, например, в морях или подземных скважинах. Но есть и мнение о том, что крупные точечные источники могут уменьшить выбросы всех своих загрязнителей; используя большой объем существующих промышленных знаний для управления рисками в углеродной изоляции, например, в глубоких геологических формациях с использованием закачных скважин.
Считается, что системы CCS будут конкурентоспособными с другими вариантами крупномасштабного смягчения воздействий, такими как атомная энергия и технологии возобновляемой энергии. Эти исследования свидетельствуют о том, что включение CCS в портфель мер по смягчению воздействий могло бы привести к снижению стоимости стабилизации концентрации СО2 на 30 % или более.
В феврале 2001 года газета Aftenposten обвинила руководителей «Беллоны» в том, что они обогащаются за счет создания консультационных фирм, переводя «за консультационные услуги» на счет этих фирм деньги, пожертвованные «Беллоне» сторонниками, а также предлагая заплатить на счет этих фирм тем предприятиям, против которых «Беллона» протестует. В частности, указывалось что связанные с «Беллоной» фирмы предлагали «консультационные услуги» компании Sande Рарег Мill, против которой организация протестовала.